# Pseudodimorphina
Pseudodimorphina es un género de foraminífero bentónico considerado un sinónimo posterior de Hemirobulina de la subfamilia Marginulininae, de la familia Vaginulinidae, de la superfamilia Nodosarioidea, del suborden Lagenina y del orden Lagenida. Su especie tipo era Pseudodimorphina galapagosensis. Su rango cronoestratigráfico abarcaba el Holoceno.

## Discusión
Algunas clasificaciones incluyen Pseudodimorphina en la Familia Marginulinidae.

## Clasificación
Pseudodimorphina incluía a las siguientes especies:
- Pseudodimorphina antarctica, aceptado como Hemirorbulina antarctica
- Pseudodimorphina galapagosensis, aceptado como Hemirorbulina galapagosensis